# 狭叶短毛独活
狭叶短毛独活（学名：Heracleum moellendorffii var. subbipinnatum）是伞形科独活属短毛牛防风的变种。分布在朝鲜以及中国大陆的内蒙古、吉林、华北、黑龙江等地，多生长在高山林缘以及草甸，目前尚未由人工引种栽培。